# Biserica „Buna Vestire” din Pianu de Sus

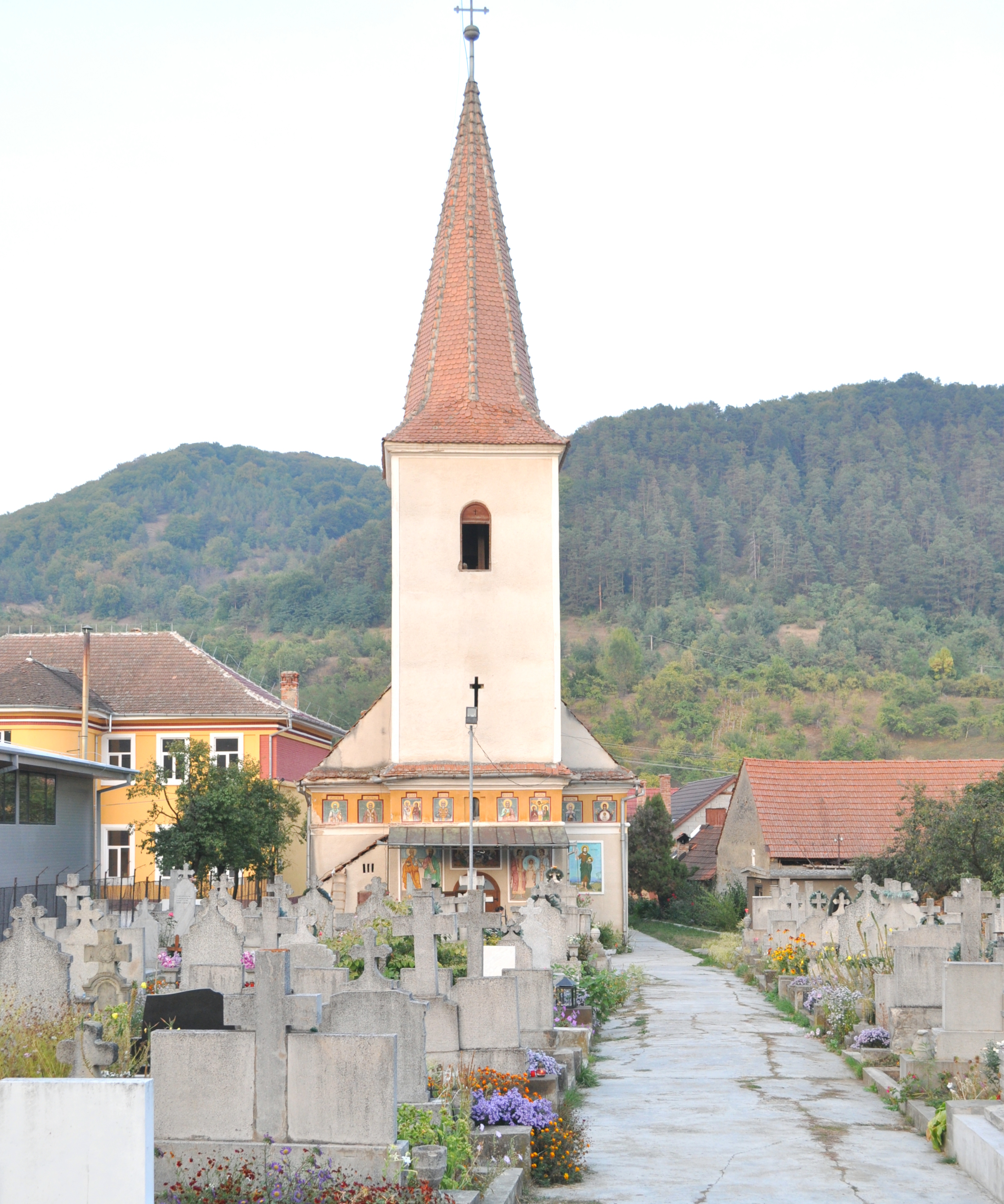

Biserica „Buna Vestire” din Pianu de Sus este o biserică aflată în Pianu de Sus, Alba.